# Ist das alles?
«Ist das alles?» (en español: «Eso es todo?») es un sencillo de Die Ärzte. Es la cuarta canción y el segundo sencillo del álbum Die Ärzte.

## Canciones
1. «Ist das alles?» (Felsenheimer) - 3:37
2. «Sweet sweet Gwendoline» (Urlaub) - 2:48

## Lado B
Sweet sweet Gwendoline también es del álbum Die Ärzte.
- Datos: Q6088492